# بيير قان
بيير قان (بالفرنسية: Pierre Kaan) هو فيلسوف وسياسي فرنسي، ولد في 10 يناير 1903 في باريس في فرنسا، وتوفي في 18 مايو 1945 في معسكر إبادة. نشط حزبياً في الحزب الشيوعي الفرنسي.